# Selaginella sulcata
Selaginella sulcata là một loài dương xỉ trong họ Selaginellaceae. Loài này được Desv. ex Poir. Spring ex Mart. mô tả khoa học đầu tiên năm 1837.